# (4015) Wilson-Harrington
(4015) Wilson-Harrington és un asteroide que forma part dels asteroides Apol·lo i va ser descobert per Eleanor Francis Helin des de l'Observatori Palomar, als Estats Units d'Amèrica, el 15 de novembre de 1979.
Wilson-Harrington es va designar inicialment com 1979 VA.
Més endavant, en 1993, va adoptar el nom actual.

## Característiques orbitals
Wilson-Harrington orbita a una distància mitjana de 2,642 ua del Sol, podent allunyar-se'n fins a 4,29 ua i apropar-se fins a 0,9938 ua. La seva excentricitat és 0,6238 i la inclinació orbital 2,782 graus. Triga 1569 dies a completar una òrbita al voltant del Sol.
Wilson-Harrington és un asteroide proper a la Terra que pertany al grup dels asteroides potencialment perillosos.

## Característiques físiques
La magnitud absoluta de Wilson-Harrington és 15,99. Té un període de rotació de 3,574 hores i un diàmetre de 4 km. Té una albedo estimada de 0,05. Wilson-Harrington està assignat al tipus espectral CF de la classificació Tholen.

## Activitat cometaria
Aquest objecte ha mostrat activitat (sublimació de material) només durant una nit, la nit del 19 de novembre de 1949, quan es va poder observar uns petits indicis de sublimació. Des d'aquesta aïllada nit, ja no s'ha tornat a activar aquest cometa. En 1979 va ser observat per Eleanor Helin, posteriorment Brian Marsden va calcular i va confirmar l'òrbita, arribant a la conclusió que aquest cometa observat per Eleanor era el mateix que l'observat en 1949.
En l'aproximació de novembre de 2009, es va apreciar una pujada característica de la magnitud d'aquest, ja que, suposadament, s'hauria de trobar sobre la magnitud +15, però en aquests moments es trobava en magnitud +12 o +13. Després d'haver observat aquest cometa detingudament i haver-ho inspeccionat, es va deduir que aquest cometa no va tenir cap activitat, i de fet porta des de 1949 sense tenir-la; aquesta pujada de lluminositat, probablement la hi deguem a algun xoc amb algun material, com probablement, també la hi podem atribuir a la del 1949.
Al novembre de 2009 —60 anys després de la nit de l'activitat última—, es va descobrir que aquest cometa va tenir un increment similar en magnitud a 1949, però els astrònoms van poder fer recerques en CCD, Afhro i corbes de llum, arribant tots per unanimitat a la conclusió que va haver de ser per un xoc amb algun cos aquest augment de magnitud, ja que el cometa no va sublimar durant aquest any ni cap dels passats, ja que s'hi hagi sense material.
Posteriorment es va descobrir que tant la seva òrbita com la seva posició eren exactament les del cometa Wilson-Harrington el que suggereix que alguns asteroides d'òrbita excéntica com Hidalgo en realitat són estels extints. Wilson-Harrington està inclòs en la llista d'asteroides potencialment perillosos, atès que la seva òrbita es troba relativament a prop a la de la Terra.